# Sidymella multispinulosa
Sidymella multispinulosa är en spindelart som först beskrevs av Cândido Firmino de Mello-Leitão 1944. 
Sidymella multispinulosa ingår i släktet Sidymella och familjen krabbspindlar. Inga underarter finns listade i Catalogue of Life.